# Stef De Paepe
Stef De Paepe is een Belgische theaterdirecteur en -regisseur, acteur, toneelschrijver en scenarist voor televisie en hoorspelen. Van 2007 tot 2010 was hij artistiek leider van de audiofilms, hoorspelen voor volwassenen, van Het Geluidshuis. Sinds 2013 is hij artistiek en algemeen directeur van beeldsmederij DE MAAN in Mechelen, dat hij van een klein figurentheater uitbouwde tot een middelgroot multimediaal kunstenhuis voor kinderen en jongeren. Hij doceert ook aan het RITCS, school of arts in Brussel.

## Filmografie

### Film
- Ad fundum (film) - Chris Van Damme (1993)
- Une vie de chat (2010) - stemmenregie Vlaamse versie
- Terra Nova (CREW) - professor

#### Audiofilm
- Het Geluidshuis: Audiofilms voor volwassenen - bewerking, regie, stemacteur

### Televisie
- Den elfde van den elfde - dokter (2016)
- Van vlees en bloed - verpleger (2009)
- Tientallen scenario's voor televisie

### Theater
- Beeldsmederij de Maan (2013 - 2020) - algemeen en artistiek directeur
- 't Arsenaal, theater Zuidpool, Het Toneelhuis, hetpaleis, Zeeland Nazomer Festival, Transparant/Wiener Taschenoper, Bad van Marie, Beeldsmederij DE MAAN(1996 - heden) - regie, auteur
- Artistiek directeur audiofilms van het Geluidshuis - regie, bewerking, productie
- CREW/Eric Joris (2006-2012) - regisseur, acteur, scenarist
- Prima la Musica (2002 - 2006) - huisregisseur
- Droom de stad (2006) - mede-initiatiefnemer en voorzitter van de vzw
- NTG (1993 - 1996) - dramaturg/co-directie
- Theater Zuidpool (1991 - 1993) - dramaturg

- Nederlandse Thesaurus van Auteursnamen: 317703234
- Virtual International Authority File: 284574337
- WorldCat: E39PBJdxbrGRVJcDRqjCVPp773